# Aeroportul Internațional Ufa
Aeroportul Internațional Ufa (IATA: UFA, ICAO: UWUU) este un aeroport din Bașchiria, Rusia ce deservește zona Ufa. Aeroportul a fost tranzitat în 2022 de 4.089.111 pasageri. A fost deschis în 1963 și numit după Mustai Karim.
Situat la o altitudine de 137 m, aeroportul dispune de 1 pistă.

## Infrastructură

### Piste
Aeroportul dispune de o singură pistă. Pista 14R/32L are suprafața de asfalt și dimensiunile 3.761 m × 45 m. 